# Heinrich von Treitschke
Heinrich Gotthard von Treitschke, född den 15 september 1834 i Dresden, död den 28 april 1896 i Berlin, var en tysk historiker och nationalistisk politiker. 

## Biografi
Heinrich von Treitschke var son till en officer i den sachsiska armén, blev 1858 docent i Leipzig först i statsvetenskap, senare i historia och utnämndes 1863 till extra ordinarie professor i Freiburg im Breisgau. Kort före krigsutbrottet 1866 avsade han sig dock denna syssla, till följd av det då mellan Preussen och storhertigdömet Baden rådande spända förhållandet, och flyttade till Berlin, där han till 1889 var redaktör för tidskriften "Preussische Jahrbücher", vars medarbetare han varit sedan 1858. Efter krigsslutet blev han professor i Kiel, 1867 Ludwig Häussers efterträdare i Heidelberg och utnämndes 1874 till professor i historia i Berlin. Efter Leopold von Rankes död 1886 hedrades Treitschke med titeln preussisk rikshistoriograf och 1895 efterträdde han Heinrich von Sybel i Preussiska Vetenskapsakademien och som redaktör för "Historische Zeitschrift". 
Bland Treitschkes skrifter kan nämnas Die Gesellschaftswissenschaft (1859), Historische und politische Aufsätze (två delar, 1865-1870), Der Sozialismus und seine Gönner (1875), Der Sozialismus und der Meuchelmord (1878) samt hans huvudarbete Deutsche Geschichte im 19. Jahrhundert (1879-1894). Arbetet präglas av en ensidighet och partiskhet, som huvudsakligen har sin grund i Treitschkes politiska ställning och hans antiliberala strävanden. Trots att han var född i Sachsen var han redan under sina ungdomsår ivrig motståndare till den partikularistiska riktning, som då var rådande i de tyska småstaterna, och i synnerhet efter slutet av kriget mellan Preussen och Österrike blev han en förkämpe för den tyska riksidén. Han formulerade tanken om "maktstaten", vars väsen det är att vara stark och oberoende inåt och behärskande utåt. Krigsmakten och kriget var ett uttryck för maktstatens väsen. Treitschke ansåg socialdarwinistiskt att bara stora stater, stormakter, var livsdugliga. Skapandet av kolonialvälden var ett uttryck för denna kraft. Det var också ett uttryck för de vita folkens överlägsenhet över andra folk. Han var starkt antibrittisk i sin framtoning. 
Åren 1871-1888 var Treitschke ledamot av tyska riksdagen, där han fick en viktig roll inom Tyska nationalliberala partiet. Men den 1878 uppkomna antisemitiska rörelsen, som i honom fann en ivrig beundrare och försvarare, gav anledning till hans utträde ur det liberala partiet och närmade honom till yttersta högern. Från den tiden gav han i sina skrifter sin antipati mot liberalismen och judarna ett så häftigt och stundom så oberättigat uttryck, att hans ord ofta framkallade en lika häftig opposition. Treitschke beskyllde judarna för att sakna tapperhet, fosterlandskärlek och politisk begåvning. Antisemitismen förenades med nedvärderingen av "främlingar" av utländsk härstamning. Hans yttrande "Die Juden sind unser Unglück" ("Judarna är vår olycka") blev den nazistiska tidningen Der Stürmers devis. 
En liten uppsats i "Preussische Jahrbücher" (Zwei Kaiser, 1888), i vilken Treitschke skarpt kritiserade den liberalt sinnade kejsar Fredrik III:s regering, föranlät honom att nedlägga sin syssla som denna tidskrifts redaktör. Efter Treitschkes död utgavs Deutsche Kampfe. Neue Folge (1896), riksdagstal 1871-84 (samma år), hans föreläsningar (Politik, två band, 1897-1898), Ausgewählte Schriften (två band, 1897) och Briefe (två band, 1912-1913). Treitschkes teorier har analyserats av Herbert Tingsten. Hans elever var bland andra Hans Delbrück, Friedrich Meinecke och Georg Simmel.